# Vert-le-Grand
Vert-le-Grand település Franciaországban, Essonne megyében. Lakosainak száma 2348 fő (2022. január 1.). Vert-le-Grand Bondoufle, Vert-le-Petit, Écharcon, Leudeville, Lisses és Le Plessis-Pâté községekkel határos.

## Népesség
A település népessége az elmúlt években az alábbi módon változott:
| Lakosok száma | 2389 | 2426 | 2403 | 2322 | 2270 | 2262 | 2260 | 2252 | 2348 |
|               | 2013 | 2015 | 2016 | 2017 | 2018 | 2019 | 2020 | 2021 | 2022 |